# 霧島市立天降川小学校
霧島市立天降川小学校（きりしましりつ あもりがわしょうがっこう）は、鹿児島県霧島市国分福島にある市立の小学校。

## 概要
校名は同校西部を流れる天降川に由来する。
霧島市国分の南西部に位置する小学校である。2010年（平成22年）に国分西小学校の児童数の増加に伴い、分離新設された。その際に富隈小学校校区のうち天降川よりも東の地域が分離され、当校の校区とされた。

## 沿革
- 2010年（平成22年）4月1日 - 霧島市立国分西小学校および富隈小学校の区域をもって霧島市立天降川小学校が新設。